# Адашинська Альона Миколаївна
Альона Адашинська (рос. Алёна Николаевна Адашинская; нар. 28 квітня 1986, Норильськ, РРФСР, СРСР) — російська борчиня вільного стилю, бронзова призерка чемпіонату світу. Майстер спорту Росії міжнародного класу.

## Життєпис
Боротьбою почала займатися з 1997 року. Вихованка 4-ї норильської спортивної школи. Перший тренер — Олександр Горган. Кандидатом у майстри спорту переїхала до Красноярська, де стала спочатку майстром спорту, а потім майстром спорту міжнародного класу. Тренувалась в Красноярському училищі олімпійського резерву. Виступала за борцівський клуб «Віктор». Тренер Віктор Райков. Згодом переїхала до Москви. Виступала за СДЮШОР № 95. Тренер — Володимир Ананьєв.
Чемпіонка Росії 2012 року. Бронзова призерка чемпіонату Росії 2013 року. Срібна (2012) і бронзова (2014 року) призерка Кубків Росії.
У збірній команді Росії з 2006 року.

## Спортивні результати на міжнародних змаганнях

### Виступи на Чемпіонатах світу
| Змагання                        | Збірна | Вагова категорія          | Місце  |
| ------------------------------- | ------ | ------------------------- | ------ |
| Чемпіонат світу з боротьби 2006 | Росія  | жіноча боротьба, до 51 кг | Бронза |

### Виступи на Кубках світу
| Змагання                    | Збірна | Вагова категорія          | Місце |
| --------------------------- | ------ | ------------------------- | ----- |
| Кубок світу з боротьби 2007 | Росія  | жіноча боротьба, до 51 кг | 7     |
| Кубок світу з боротьби 2012 | Росія  | жіноча боротьба, до 51 кг | 4     |

### Виступи на інших змаганнях
| Змагання                                       | Збірна | Вагова категорія          | Місце  |
| ---------------------------------------------- | ------ | ------------------------- | ------ |
| Гран-прі Німеччини з боротьби 2004             | Росія  | жіноча боротьба, до 51 кг | Срібло |
| Гран-прі Німеччини з боротьби 2006             | Росія  | жіноча боротьба, до 55 кг | 8      |
| Міжнародний меморіал Дейва Шульца 2007         | Росія  | жіноча боротьба, до 51 кг | 4      |
| Klippan Lady Open 2007                         | Росія  | жіноча боротьба, до 51 кг | Бронза |
| Золотий Гран-прі з боротьби 2010 (Красноярськ) | Росія  | жіноча боротьба, до 51 кг | 5      |
| Турнір Олександра Медведя 2011                 | Росія  | жіноча боротьба, до 51 кг | Срібло |
| Золотий Гран-прі з боротьби 2012 (Красноярськ) | Росія  | жіноча боротьба, до 51 кг | Срібло |
| Відкритий чемпіонат Польщі з боротьби 2012     | Росія  | жіноча боротьба, до 51 кг | Срібло |
| Золотий Гран-прі з боротьби 2012 (Баку)        | Росія  | жіноча боротьба, до 51 кг | 8      |
| Вогні Москви 2012                              | Росія  | жіноча боротьба, до 51 кг | Бронза |
| Гран-прі «Іван Яригін» 2013                    | Росія  | жіноча боротьба, до 51 кг | 10     |
| Київський Міжнародний турнір з боротьби 2013   | Росія  | жіноча боротьба, до 51 кг | Бронза |
| Гран-прі «Іван Яригін» 2014                    | Росія  | жіноча боротьба, до 53 кг | 5      |
| Турнір Дана Колова — Ніколи Петрова 2014       | Росія  | жіноча боротьба, до 53 кг | 7      |
| Турнір Олександра Медведя 2014                 | Росія  | жіноча боротьба, до 53 кг | 10     |
| Відкритий кубок Росії з боротьби 2014          | Росія  | жіноча боротьба, до 53 кг | Бронза |
| Гран-прі «Іван Яригін» 2015                    | Росія  | жіноча боротьба, до 53 кг | 14     |
| Турнір Олександра Медведя 2015                 | Росія  | жіноча боротьба, до 53 кг | 9      |
| Турнір Олександра Медведя 2016                 | Росія  | жіноча боротьба, до 55 кг | 9      |
| Чемпіонат Росії з боротьби 2016                | Росія  | жіноча боротьба, до 55 кг | 5      |

### Виступи на змаганнях молодших вікових груп
| Змагання                                      | Збірна | Вагова категорія          | Місце |
| --------------------------------------------- | ------ | ------------------------- | ----- |
| Чемпіонат світу з боротьби серед юніорів 2005 | Росія  | жіноча боротьба, до 55 кг | 7     |
| Чемпіонат світу з боротьби серед юніорів 2006 | Росія  | жіноча боротьба, до 55 кг | 12    |